# Liste der Bischöfe und Erzbischöfe von Paderborn

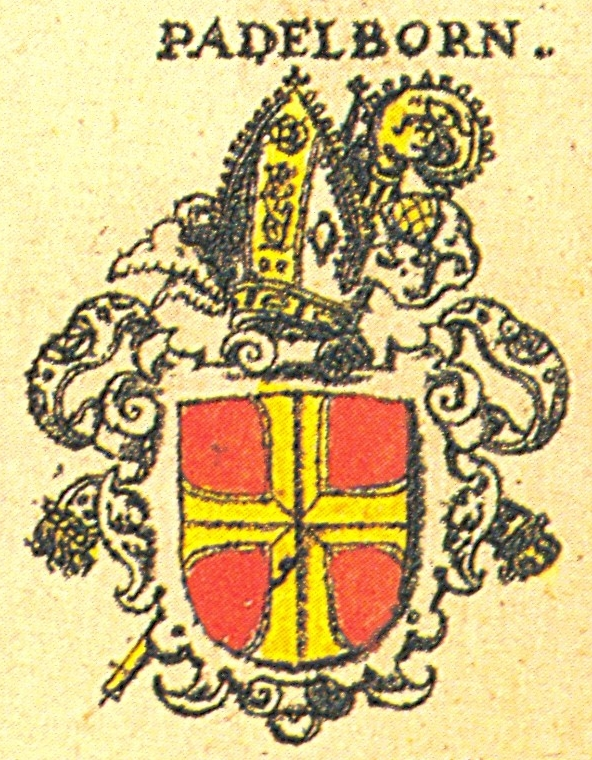
Wappen des Bistums Paderborn nach Siebmachers Wappenbuch von 1605

Die folgenden Personen waren Bischöfe, Fürstbischöfe (weltliche Landesherren des Hochstifts Paderborn) oder Erzbischöfe des (Erz-)Bistums Paderborn seit 806:

## Bischöfe 806–1321
| Bild | Name                           | von  | bis  | Bemerkungen                                                                       |
| ---- | ------------------------------ | ---- | ---- | --------------------------------------------------------------------------------- |
|      | Hl. Hathumar                   | 806  | 815  | in Würzburg zum Geistlichen erzogener Sachse                                      |
|      | Hl. Badurad                    | 815  | 862  |                                                                                   |
|      | Luithard                       | 862  | 887  |                                                                                   |
|      | Biso                           | 887  | 900  |                                                                                   |
|      | Theoderich I.                  | 900  | 917  |                                                                                   |
|      | Unwan                          | 918  | 935  |                                                                                   |
|      | Dudo                           | 935  | 959  |                                                                                   |
|      | Volkmar OSB                    | 959  | 983  |                                                                                   |
|      | Rethar                         | 983  | 1009 |                                                                                   |
|      | Meinwerk                       | 1009 | 1036 | Immedinger                                                                        |
|      | Rotho OSB                      | 1036 | 1051 |                                                                                   |
|      | Imad                           | 1051 | 1076 | Billunger                                                                         |
|      | Poppo                          | 1076 | 1083 |                                                                                   |
|      | Heinrich I., von Assel         | 1083 | 1090 | vom Gegenkönig Hermann von Salm eingesetzt, konnte sich in Paderborn nicht halten |
|      | Heinrich II. von Werl          | 1084 | 1127 |                                                                                   |
|      | Bernhard I., von Oesede        | 1127 | 1160 |                                                                                   |
|      | Evergis                        | 1160 | 1178 |                                                                                   |
|      | Siegfried                      | 1178 | 1188 | von Hallermund?                                                                   |
|      | Bernhard II., von Ibbenbüren   | 1188 | 1203 |                                                                                   |
|      | Bernhard III., von Oesede      | 1204 | 1223 |                                                                                   |
|      | Thomas Olivier gen. der Sachse | 1223 | 1225 |                                                                                   |
|      | Wilbrand von Oldenburg         | 1225 | 1228 |                                                                                   |
|      | Bernhard IV., zur Lippe        | 1228 | 1247 |                                                                                   |
|      | Simon I., zur Lippe            | 1247 | 1277 |                                                                                   |
|      | Otto von Rietberg              | 1277 | 1307 |                                                                                   |
|      | Günther I., von Schwalenberg   | 1307 | 1310 |                                                                                   |
|      | Dietrich II. von Itter         | 1310 | 1321 |                                                                                   |

## Fürstbischöfe 1321–1802/03
Ab Bernhard V. zur Lippe gelten die Paderborner Bischöfe als Fürstbischöfe im modernen Sinn, während das Hochstifts Paderborn schon seit der Rückgabe der Hochvogtei der Grafen von Schwalenberg 1190 über eine selbständige Herrschaft verfügte.

Wappen des Stifts Paderborn, wie es überwiegend gebraucht wurde

| Bild                                           | Name                                           | von  | bis  | Bemerkungen |
| ---------------------------------------------- | ---------------------------------------------- | ---- | ---- | --- |
| Bernhard V., zur Lippe                         | Bernhard V., zur Lippe                         | 1321 | 1341 | |
| Balduin von Steinfurt                          | Balduin von Steinfurt                          | 1341 | 1361 | |
| Heinrich III., von Spiegel zum Desenberg OSB   | Heinrich III., von Spiegel zum Desenberg OSB   | 1361 | 1380 | |
|                                                | Simon II., von Sternberg                       | 1380 | 1389 | |
| Grabplatte Ruprecht von Berg                   | Ruprecht von Berg                              | 1389 | 1394 | |
| Johann I., von Hoya                            | Johann I., von Hoya                            | 1394 | 1399 | 1399–1424 Bischof von Hildesheim |
|                                                | Bertrando d’Arvazzano                          | 1399 | 1401 | Einziger italienischer Bischof. |
| Wilhelm I., von Berg                           | Wilhelm I., von Berg                           | 1401 | 1414 | |
| Dietrich III., von Moers                       | Dietrich III., von Moers                       | 1415 | 1463 | 1414–1463 Erzbischof von Köln |
| Simon III., zur Lippe                          | Simon III. (Paderborn)                         | 1463 | 1498 | |
| Hermann I., von Hessen                         | Hermann I., von Hessen                         | 1498 | 1508 | 1480–1508 als Hermann IV. Erzbischof von Köln |
| Erich von Braunschweig-Grubenhagen             | Erich von Braunschweig-Grubenhagen             | 1508 | 1532 | 1508–1532 Bischof von Osnabrück, 1532 auch Bischof von Münster |
| Hermann II., von Wied                          | Hermann II., von Wied                          | 1532 | 1547 | 1515–1547 Erzbischof von Köln |
| Rembert von Kerssenbrock                       | Rembert von Kerssenbrock                       | 1547 | 1568 | |
| Johann II., von Hoya                           | Johann II., von Hoya                           | 1568 | 1574 | 1553–1574 Bischof von Osnabrück, 1566–1574 Bischof von Münster, Administrator                                                                                           |
| Salentin von Isenburg                          | Salentin von Isenburg                          | 1574 | 1577 | 1567–1577 Erzbischof von Köln, Administrator, eine Bischofsweihe erlangte er nie.                                                                                       |
| Heinrich IV.                                   | Heinrich IV., von Sachsen-Lauenburg            | 1577 | 1585 | protestantisch, Administrator, er hat die päpstliche Admission nicht erlangt, Domkapitel erwartete päpstliche Drohung der Exkommunikation bei der Wahl von Heinrich IV. |
| Dietrich IV., von Fürstenberg                  | Dietrich IV., von Fürstenberg                  | 1585 | 1618 | Bischof der Gegenreformation, stammte anders als seine Vorgänger nicht vom reichsfürstlichen Adel ab, Vertreter des tridentinischen Reformkatholizismus                 |
| Ferdinand I., von Bayern                       | Ferdinand I., von Bayern                       | 1618 | 1650 | 1612 zum Koadjutor gewählt |
| Dietrich Adolf von der Recke                   | Dietrich Adolf von der Recke                   | 1650 | 1661 | |
| Ferdinand II., von Fürstenberg                 | Ferdinand II., von Fürstenberg                 | 1661 | 1683 | |
| Hermann Werner von Wolff-Metternich zur Gracht | Hermann Werner von Wolff-Metternich zur Gracht | 1683 | 1704 | |
| Franz Arnold von Wolff-Metternich zur Gracht   | Franz Arnold von Wolff-Metternich zur Gracht   | 1704 | 1718 | ab 1706 auch Fürstbischof zu Münster |
| Clemens August I. von Bayern                   | Clemens August I., von Bayern                  | 1719 | 1761 | |
| Wilhelm Anton von der Asseburg                 | Wilhelm Anton von der Asseburg                 | 1763 | 1782 | |
| Friedrich Wilhelm von Westphalen               | Friedrich Wilhelm von Westphalen               | 1782 | 1789 | 1773 zum Koadjutor gewählt |
| Franz Egon von Fürstenberg                     | Franz Egon von Fürstenberg                     | 1789 | 1825 | |

Franz Egon war der letzte in der Reihe der Fürstbischöfe von Paderborn, da das Hochstift Paderborn während seiner Amtszeit seinen Status als selbständiges Territorium des Heiligen Römischen Reiches Deutscher Nation verlor.

## Bischöfe 1802/03–1930

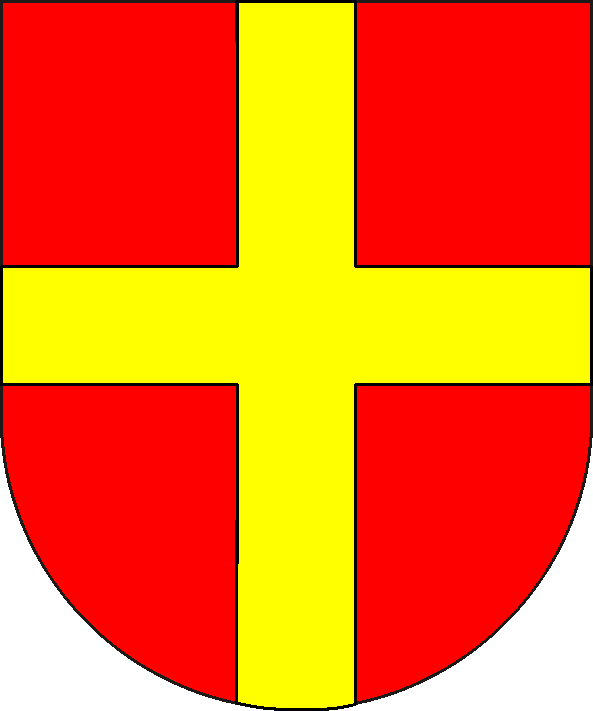
Fürstbischof Franz Egon änderte die Farben des Stiftswappens in rot-gold, Farben seiner Familie von Fürstenberg, gilt heute als Wappen der Region Hochstift

| Bild                                  | Name                                  | von  | bis  | Bemerkungen                                                                                                  |
| ------------------------------------- | ------------------------------------- | ---- | ---- | --- |
| Franz Egon von Fürstenberg            | Franz Egon von Fürstenberg            | 1789 | 1825 | |
| Friedrich Klemens von Ledebur-Wicheln | Friedrich Klemens von Ledebur-Wicheln | 1825 | 1841 | |
| Richard Dammers                       | Richard Dammers                       | 1841 | 1844 | |
| Franz Drepper                         | Franz Drepper                         | 1845 | 1855 | |
| Konrad Martin                         | Konrad Martin                         | 1856 | 1879 | durch die preußische Regierung 1875 abgesetzt                                                                |
|                                       | Sedisvakanz                           | 1879 | 1882 | Wegen des Kulturkampfes blieb der Paderborner Bischofsstuhl nach dem Tode Konrad Martins bis 1882 unbesetzt. |
| Franz Kaspar Drobe                    | Franz Kaspar Drobe                    | 1882 | 1891 | |
| Hubert Theophil Simar                 | Hubert Theophil Simar                 | 1891 | 1899 | von 1899 bis 1902 Erzbischof von Köln                                                                        |
|                                       | Wilhelm II. Schneider                 | 1900 | 1909 | |
|                                       | Karl Joseph Kardinal Schulte          | 1910 | 1920 | 1920 bis 1941 Erzbischof von Köln                                                                            |

## Erzbischöfe seit 1930

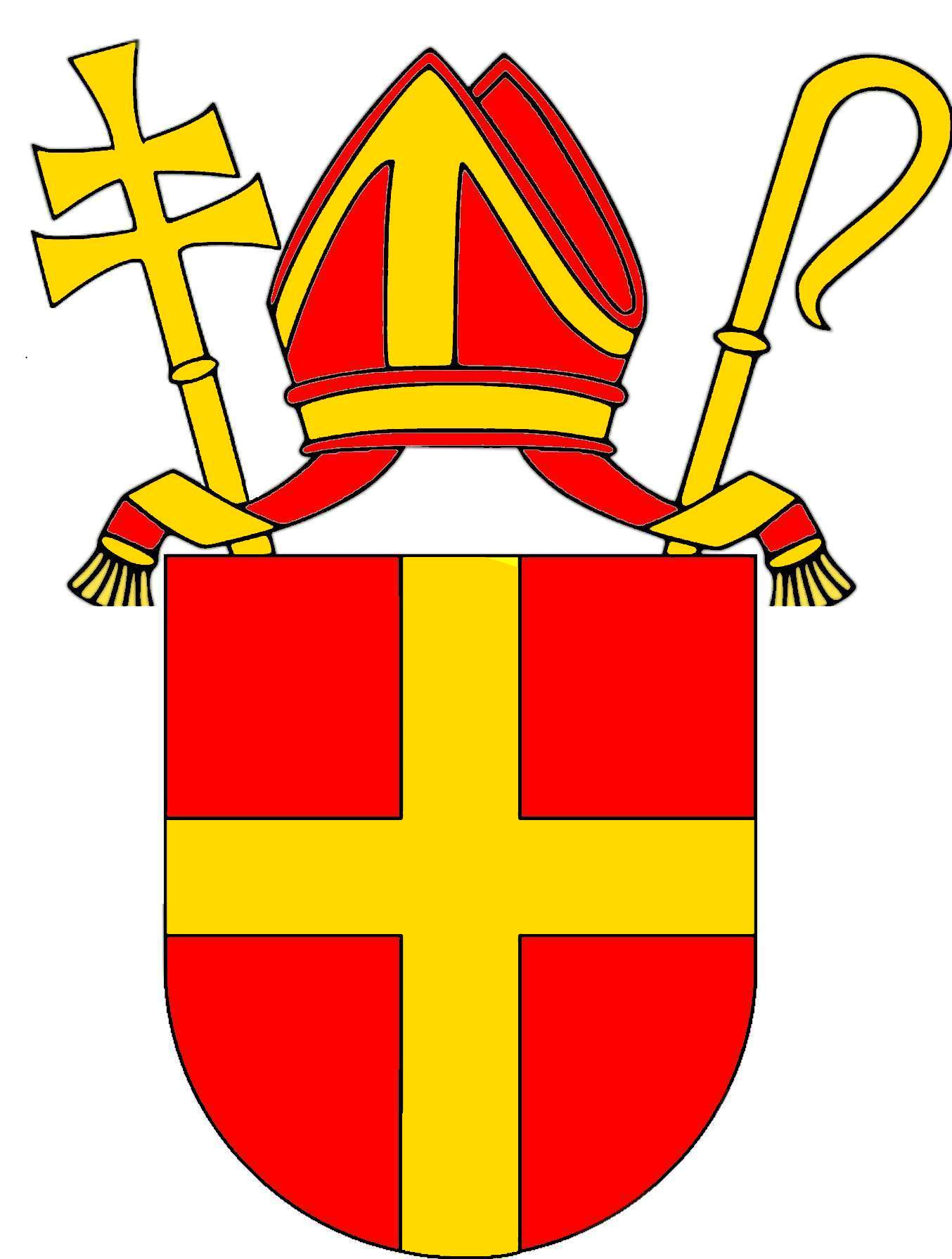
Wappen des Erzbistums Paderborn

| Bild                                 | Name                                 | von  | bis  | Bemerkungen                                        |
| ------------------------------------ | ------------------------------------ | ---- | ---- | -------------------------------------------------- |
| Caspar Klein                         | Caspar Klein                         | 1920 | 1941 | erster Erzbischof ab 1930                          |
| Lorenz Jaeger                        | Lorenz Kardinal Jaeger               | 1941 | 1973 |                                                    |
| Johannes Joachim Kardinal Degenhardt | Johannes Joachim Kardinal Degenhardt | 1974 | 2002 | zuvor seit Juli 1973 Kapitularvikar                |
| Hans-Josef Becker                    | Hans-Josef Becker                    | 2003 | 2022 | zuvor seit 2002 Diözesanadministrator              |
|                                      | Sedisvakanz                          | 2022 | 2024 | Diözesanadministrator: Michael Bredeck             |
| Udo Markus Bentz                     | Udo Markus Bentz                     | 2024 |      | zuvor Weihbischof und Generalvikar im Bistum Mainz |